# Raven's Pass
Raven's Pass, né en 2005, est un cheval de course qui participe aux courses hippiques de plat. 

## Carrière de courses
Né au haras américain de Stonerside Stable, dont il défend les couleurs, Raven's Pass débute pour l'entraînement de John Gosden dans un maiden à Yarmouth et enchaîne par une Listed, par 5 longueurs, puis un groupe 3 dans lequel il pulvérise l'opposition de 7 longueurs : a-t-on affaire à un phénomène ? Les Dewhurst Stakes devront apporter une réponse, car Raven's Pass va y affronter un autre poulain invaincu, New Approach, qui lui a déjà remporté son groupe 1, les National Stakes. C'est l'Irlandais qui a le dernier mot, et nettement ; Raven's Pass, troisième, voit son étoile pâlir un peu.  
À 3 ans, le partenaire de Jimmy Fortune est battu d'une petite tête par Twice Over pour sa rentrée dans les Craven Stakes, une préparatoire pour les 2000 Guinées, dans lesquels il ne peut qu'assister de loin au duel terrible entre New Approach et le nouveau larron de cette belle génération, le Coolmore Henrythenavigator. Par la suite, tandis que New Approach est monté avec bonheur sur la distance classique pour remporter le Derby d'Epsom, Raven's Pass doit de nouveau s'incliner face à Henrythenavigator dans les St. James's Palace Stakes. Cherchant son jour (et son groupe 1) en France, il doit se contenter d'un autre accessit d'honneur dans le Prix Jean Prat. Puis, dans les Sussex Stakes, il se retrouve pour la troisième fois face à Henrythenavigator dans les Sussex Stakes, et pour la troisième fois il est battu. Mais d'une tête seulement. Le rapport de force est en train de s'inverser et, après un succès attendu quasiment un an depuis le précédent, dans le Celebration Mile, Raven's Pass tient enfin sa revanche : il domine Henrythenavigator dans les Queen Elizabeth II Stakes, pour s'offrir son premier groupe 1. Et, au passage, étrenner sa nouvelle casaque, celle de la Princesse Haya de Jordanie qui avec son mari Cheikh Mohammed, vient d'acquérir Stonerside Stable.  
Les deux poulains se donnent ensuite rendez-vous en Californie, où tous les deux vont défier les Américains sur leur terrain : la Breeders' Cup Classic, la plus grande course inter-générations du pays, où les Européens, qui ne comptent qu'une seule victoire (Arcangues en 1993, une sorte de surprise du siècle) risquent rarement un sabot puisqu'elle se déroule sur le dirt, une surface qui n'existe quasiment pas sur le vieux continent. Mais cette année-là, malgré la présence du grand Curlin, les Européens, une fois n'est pas coutume, débarquent en force : les duettistes Henrythenavigator et Raven's Pass (monté pour l'occasion par Lanfranco Dettori), mais aussi le champion Duke of Marmalade (qui avant d'échouer dans le Prix de l'Arc de Triomphe de Zarkava a réalisé une saison parfaite) et le Français expatrié Champs Élysées. Verdict : un remake des Queen Elizabeth II Stakes où Raven's Pass domine Henrythenavigator, et une arrivée historique avec deux Européens aux deux premières places. Un exploit majeur pour Raven's Pass qui, nanti d'un rating FIAH de 129 (le troisième rating mondial de l'année derrière Curlin et New Approach, devant Zarkava, Duke of Marmalade, Henrythenavigator, Goldikova et autres Zenyatta), se retire dans la foulée pour rejoindre le haras. 

### Résumé de carrière
| Date          | Hippodrome  | Pays        | Course                    | Statut      | Distance    | Jockey      | Place       | Écart       | Vainqueur ou deuxième |
| 2007, 2 ans   | 2007, 2 ans | 2007, 2 ans | 2007, 2 ans               | 2007, 2 ans | 2007, 2 ans | 2007, 2 ans | 2007, 2 ans | 2007, 2 ans | 2007, 2 ans           |
| ------------- | ----------- | ----------- | ------------------------- | ----------- | ----------- | ----------- | ----------- | ----------- | --------------------- |
| 17 juillet    | Yarmouth    | Royaume-Uni | Maiden                    |             | 1 400 m     | D. Kinsella | 1er / 8     | 1 ¼         | Always Ready          |
| 28 juillet    | Ascot       | Royaume-Uni | Winkfield Stakes          | Listed      | 1 400 m     | J. Fortune  | 1er / 10    | 5           | Unnefer               |
| 1er septembre | Sandown     | Royaume-Uni | Solario Stakes            | Gr. 3       | 1 600 m     | J. Fortune  | 1er / 9     | 7           | City Leader           |
| 20 octobre    | Newmarket   | Royaume-Uni | Dewhurst Stakes           | Gr. 1       | 1 400 m     | J. Fortune  | 3e / 10     | 3           | New Approach          |
| 2008, 3 ans   |             |             |                           |             |             |             |             |             |                       |
| 17 avril      | Newmarket   | Royaume-Uni | Craven Stakes             | Gr. 3       | 1 600 m     | J. Fortune  | 2e / 10     | cte tête    | Twice Over            |
| 3 mai         | Newmarket   | Royaume-Uni | 2000 Guineas              | Gr. 1       | 1 600 m     | J. Fortune  | 4e / 15     | 4 ½         | Henrythenavigator     |
| 17 juin       | Ascot       | Royaume-Uni | St. James's Palace Stakes | Gr. 1       | 1 600 m     | J. Fortune  | 2e / 8      | 3/4         | Henrythenavigator     |
| 13 juillet    | Chantilly   | France      | Prix Jean Prat            | Gr. 1       | 1 600 m     | J. Fortune  | 2e / 16     | 1 ½         | Tamayuz               |
| 30 juillet    | Goodwood    | Royaume-Uni | Sussex Stakes             | Gr. 1       | 1 600 m     | J. Fortune  | 2e / 6      | tête        | Henrythenavigator     |
| 23 août       | Goodwood    | Royaume-Uni | Celebration Mile          | Gr. 2       | 1 600 m     | J. Fortune  | 1er / 5     | 1           | Bankable              |
| 27 septembre  | Ascot       | Royaume-Uni | Queen Elizabeth II Stakes | Gr. 1       | 1 600 m     | J. Fortune  | 1er / 7     | 1           | Henrythenavigator     |
| 25 octobre    | Santa Anita | États-Unis  | Breeders' Cup Classic     | Gr. 1       | 2 000 m     | L. Dettori  | 1er / 12    | 1 ¾         | Henrythenavigator     |

## Au haras
Raven's Pass prend ses quartiers d'étalon à Kildangan Stud, en Irlande, un haras appartenant à Darley. Il commence sa carrière à 40 000 €. Sa production s'avère honorable, mais sans véritable éclat et son tarif s'érode au fil des années, pour finir à 7 500 € au début de la décennie 2020. Il a donné quatre vainqueurs de groupe 1 (avec le père de mère entre parenthèses) : 
- Matterhorn (Darshaan) : Al Maktoum Challenge, Round 3
- Tower of London (Dalakhani) : Sprinters Stakes
- Royal Marine (Singspiel) : Prix Jean-Luc Lagardère
- Romantic Proposal (Diktat) : Flying Five Stakes

Il est aussi le père de mère du champion Mishriff (par Make Believe), vainqueur du Prix du Jockey-Club, de la Saudi Cup, du Dubaï Sheema Classic et des International Stakes, et de Saffron Beach (par New Bay), lauréate des Sun Chariot Stakes et du Prix Rothschild.

## Origines
Raven's Pass est un fils d'Elusive Quality, qui faisait la monte à $ 50 000 lorsqu'il le conçut. Il était proposé à $ 10 000 lors de ses débuts en 1999, et son tarif culminera à $ 100 000 en 2005. C'est que ce cheval très rapide, mais de niveau intermédiaire (il a remporté deux groupe 3), venait d'être sacré tête de liste des étalons, bien aidé il est vrai par le champion Smarty Jones, qui a bien failli remporter la Triple Couronne américaine, mais aussi. Elusive Quality a engendré une quinzaine de lauréats de groupe 1, parmi lesquels Elusive Kate (Prix Marcel Boussac, deux fois le Prix Rothschild, Falmouth Stakes), Quality Road (vainqueur de quatre groupe 1 dont les Woodward Stakes et très bon étalon), le champion australien Sepoy ou encore les lauréates de la Breeders' Cup Filly & Mare Sprint Maryfield et Ce Ce.
Ascutney, la mère de Raven's Pass, a remporté un groupe 3 en Californie (les Miesque Stakes) et pris deux places à ce niveau. Au haras, elle a bien reproduit, donnant aussi Gigawatt (par Wild Again), vainqueur du Miami Mile Breeders' Cup Handicap (Gr.3), deuxième des Grey Breeder' Cup Stakes (Gr.2) et troisième du Mineshaft Handicap (Gr.3), et Windsor County (par Elusive Quality), mère de Castle Lady (par Shamardal), lauréate de la Poule d'Essai des Pouliches, deuxième des Queen Elizabeth II Stakes. Ascutney fait partie d'une famille de très bonnes poulinières. Elle est la sœur de Words of War (par Lord At War), qui s'est placée au niveau groupe 3 et a brillé comme poulinière, notamment comme mère de E Dubaï (par Mr. Prospector), deuxième des Travers Stakes et du Super Derby, et deuxième mère de Rainbow View (Fillies' Mile, Matron Stakes), Just As Well (deuxième de l'Arlington Million et des Northern Dancer Turf Stakes). Cette famille est arrivée aux États-Unis en 1919, lorsque la poulinière d'Edmond Blanc La Flambée débarqua dans le Maryland suitée d'une pouliche, Flambette, qui va remporter les American Oaks. Flambette aura une grande influence sur l'élevage américain, puisqu'elle est la deuxième mère de trois membre du Hall of Fame des courses américaines, Omaha (Triple couronne), Johnstown (Kentucky Derby, Preakness Stakes) et la championne Gallorette, et l'aïeule de Phalanx (Belmont Stakes, Wood Memorial Stakes, Jockey Club Gold Cup), Decidedly (Kentucky Derby), Danzig Connection (Belmont Stakes) et bien d'autres. 

### Pedigree
| Origines de Raven's Pass (USA), mâle alezan né en 2005 | Origines de Raven's Pass (USA), mâle alezan né en 2005 | Origines de Raven's Pass (USA), mâle alezan né en 2005 | Origines de Raven's Pass (USA), mâle alezan né en 2005 |
| ------------------------------------------------------ | ------------------------------------------------------ | ------------------------------------------------------ | ------------------------------------------------------ |
| Père Elusive Quality 1993                              | Gone West 1984                                         | Mr. Prospector                                         | Raise a Native                                         |
| Père Elusive Quality 1993                              | Gone West 1984                                         | Mr. Prospector                                         | Gold Digger                                            |
| Père Elusive Quality 1993                              | Gone West 1984                                         | Secrettame                                             | Secretariat                                            |
| Père Elusive Quality 1993                              | Gone West 1984                                         | Secrettame                                             | Tamerett                                               |
| Père Elusive Quality 1993                              | Touch of Greatness 1986                                | Heros Honor                                            | Northern Dancer                                        |
| Père Elusive Quality 1993                              | Touch of Greatness 1986                                | Heros Honor                                            | Glowing Tribute                                        |
| Père Elusive Quality 1993                              | Touch of Greatness 1986                                | Ivory Wand                                             | Sir Ivor                                               |
| Père Elusive Quality 1993                              | Touch of Greatness 1986                                | Ivory Wand                                             | Natashka                                               |
| Mère Ascutney 1994                                     | Lord at War 1980                                       | General                                                | Brigadier Gerard                                       |
| Mère Ascutney 1994                                     | Lord at War 1980                                       | General                                                | Mercuriale                                             |
| Mère Ascutney 1994                                     | Lord at War 1980                                       | Luna de Miel                                           | Con Brio                                               |
| Mère Ascutney 1994                                     | Lord at War 1980                                       | Luna de Miel                                           | Good Will                                              |
| Mère Ascutney 1994                                     | Right Word 1982                                        | Verbatim                                               | Speak John                                             |
| Mère Ascutney 1994                                     | Right Word 1982                                        | Verbatim                                               | Well Kept                                              |
| Mère Ascutney 1994                                     | Right Word 1982                                        | Oratorio                                               | Fleet Nasrullah                                        |
| Mère Ascutney 1994                                     | Right Word 1982                                        | Oratorio                                               | Classicist (famille 17-b)                              |